# El Toboso
El Toboso – gmina w Hiszpanii, w prowincji Toledo, w Kastylii-La Mancha, o powierzchni 144,19 km². W 2011 roku gmina liczyła 2140 mieszkańców.